# Ib Frederiksen
Pour les articles homonymes, voir Frederiksen.
Ib Frederiksen, né le 9 août 1927 à Svenstrup au Danemark et mort le 12 juin 2018,, est un homme politique danois, membre des Sociaux-démocrates et ancien ministre.